# Unterschleißheim
Unterschleißheim ist eine Stadt und die bevölkerungsreichste Kommune im oberbayerischen Landkreis München.

## Geographie

### Lage
Sie befindet sich zirka 17 km nördlich von München, 2 km nördlich von Oberschleißheim und etwa 23 km südlich von Freising zwischen den Flüssen Isar und Amper.

### Stadtgliederung
Die Stadt hat drei Gemeindeteile (in Klammern ist der Siedlungstyp angegeben):
- Lohhof (1929 als Tochtersiedlung gegründet)
- Riedmoos (Dorf)
- Unterschleißheim (Siedlung)

Lohhof-Süd, das Inhauser Moos und Hollern westlich der B 13 sind keine amtlich benannten Gemeindeteile. (Gut Hollern 1, 2 und Gut Hollern Neuhof gehören nach wie vor zur Gemeinde Eching.)

### Natur
Folgende Schutzgebiete berühren das Stadtgebiet:
- Landschaftsschutzgebiet LSG "Münchner Norden im Bereich der Gemeinden Garching bei München, Ober- und Unterschleißheim (LSG-00436.01)
- Landschaftsschutzgebiet LSG „Dachauer Moos im Gebiet der Gemeinden Ober- und Unterschleißheim“ (LSG-00328.01)

## Geschichte

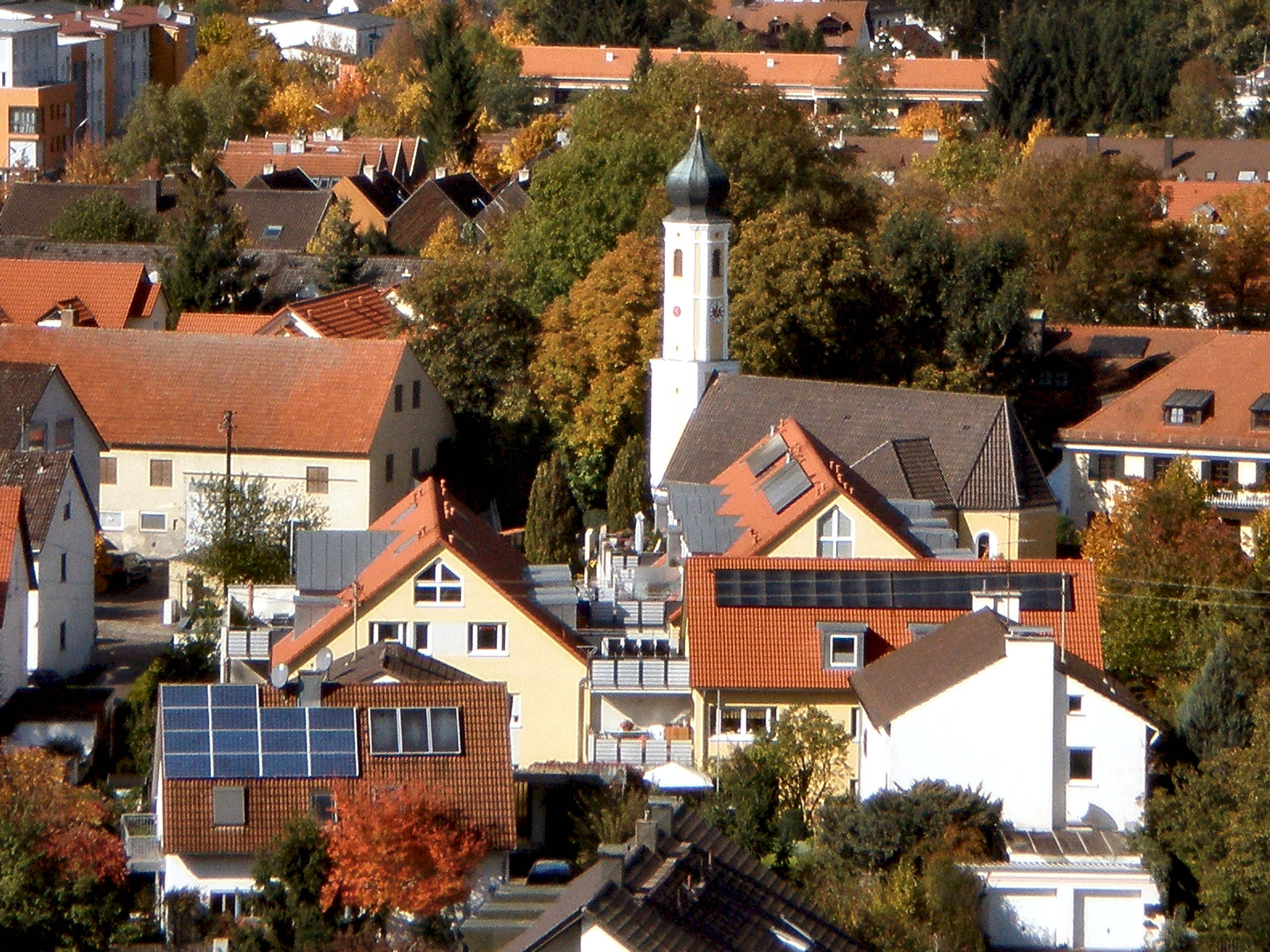
Unterschleißheim, Alte Kirche St. Ulrich

### Bis zum 18. Jahrhundert
Erste Funde, die auf eine dauerhafte Besiedlung hindeuten, stammen aus dem Zeitraum 1400–1250 vor Christus. Im Rahmen der ersten Ausbaustufe römischer Siedlungen in den Provinzen, im 1. Jahrhundert n. Chr., entsteht im heutigen Unterschleißheimer Stadtteil Hollern planmäßig ein landwirtschaftliches Gut, eine so genannte villa rustica. Die Schalungen für den Brunnen bestehen aus Bäumen, gefällt 63 n. Chr.
Das heutige Unterschleißheim – wie auch Oberschleißheim – entwickelte sich rund um das dazwischen liegende, heutige Mittenheim. Die urkundliche Ersterwähnung erfolgte um 785 n. Chr. in der „Traditio Rihpaldi“ (Schenkungsurkunde des Rihpald), der Schenkung von Sliuuesheim und Teitinhusir (Deutenhausen b. Eching) durch Rihpald. Im Raum des heutigen Unterschleißheim-Mittenheim-Oberschleißheim, im Vorland des Dachauer Mooses, bestanden zu dieser Zeit wohl mehrere Einzelgehöfte, darunter auch, so die gängige Annahme der Heimatforschung, die Hofstätte des Germanen Sliu, nach dem die Streusiedlung benannt sein könnte.
Bereits im 12. Jahrhundert entwickelte sich die Weilersiedlung „Schleyßaim“ zu einem Dorf. Die Mallertshofener Kirche wurde 1165 erstmals erwähnt. Im selben Jahrhundert wurde auch erstmals der spätere Ortsteil Lohhof als „Lochoven“ – Hof im Lohwald – erwähnt: Graf Ekkard von Scheyern schenkte dem Kloster Scheyern 1183 unter Zeugenschaft von Otto I., Herzog von Bayern den Hof Slivesheim.
1260 wurde dem Kloster Weihenstephan durch eine Bulle des Papstes Alexander IV. eine Pfarrei bestätigt, zu der auch die Kirchen Mallertshofen und Unterschleißheim gehörten.
1485 wurde Nydernsleisheim zum Sitz einer Hauptmannschaft und kurz darauf in den Verwaltungsakten von „Nydernsleisheim“ in „Grossenschleißheim“ umbenannt. Bereits 1510 wurde dem Alten Wirt von Unterschleißheim das Zapfrecht erstmals bestätigt und 1518 stiftete das Kloster Weihenstephan zusammen mit dem Amtmann Krautwadl aus Feldmoching die Einrichtung für eine Seelsorgstadt an der Kirche St. Ulrich.
Große Eingriffe in das lokale Ökosystem und das Leben der Bewohner begannen, als die Landesherren mit Herzog Wilhelm V. (der Fromme) auf dem Gebiet des heutigen Oberschleißheim eine Schwaige erwarben und diese zu einem Neben- bzw. Jagdsitz ausbauten. Von 1616 bis 1623 ließ Wilhelms Sohn, Herzog Maximilian I., das Alte Schloss errichten. Von 1701 bis 1726 wurde im Auftrag von Kurfürst Max Emanuel das Neue Schloss gebaut, ebenso das Schloss Lustheim. Im Bereich Unterschleißheim, damals „Großenschleißheim“ genannt, lebten um 1750 auf 25 Hofstellen 394 Menschen.

### 19. und 20. Jahrhundert

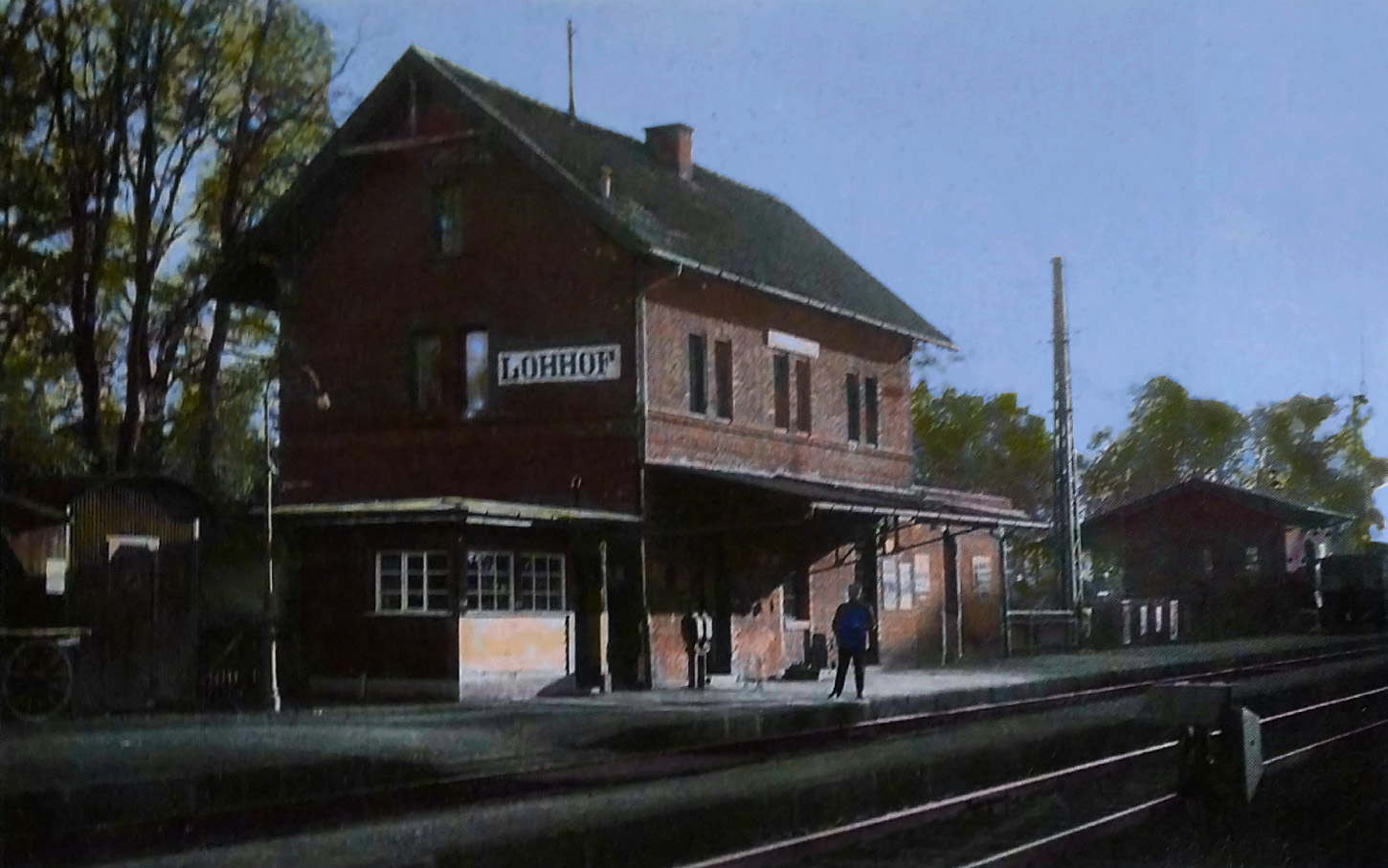
Das 1858 erbaute zweistöckige Aufnahmegebäude am Bahnhof Lohhof, mit Abtrittshäuschen links und Güterschuppen im südlichen Teil.

Unterschleißheim wurde im Zuge der Verwaltungsreformen in Bayern 1818 eine selbständige politische Gemeinde, die zunächst von einem Gemeindevorsteher, ab 1869 von einem Bürgermeister geführt wurde. 1831 wurde der Ort als „Kirchdorf mit 34 Häusern und 200 Einwohnern dazu der Weiler Lohhof“ beschrieben. Die Bayerischen Ostbahnen errichteten in den Jahren 1856–1858 eine einspurige Eisenbahnstrecke von München nach Landshut. Der in Lohhof errichtete Bahnhof erhielt ein „zweistöckiges Aufnahmegebäude massiv in Stein, auf einer Grundfläche von 960 Fuß“. „Außerdem einen Güterschuppen gleichfalls massiv in Stein gebaut und ein Abtrittsgebäudchen von Holz“. Am 28. Juni 1858 wurde Lohhof erstmals von Mitgliedern des Verwaltungsrates der Ostbahnen auf der ersten vollendeten Strecke von München nach Freising auf einer Probefahrt durchfahren. Erst nach Vollendung des Streckenabschnittes von Freising nach Landshut konnte am 3. November 1858 um sieben Uhr morgens Fahrtbeginn die neu gebaute Gleisstrecke offiziell für den „Personen- und Reisegepäckverkehr“ und am 15. November 1858 auch für den Güterverkehr eröffnet werden. Später wurde die Strecke von Feldmoching bis Lohhof zweispurig ausgebaut und am 3. November 1891 eröffnet. Die Elektrifizierung der Strecke von München über Lohhof bis Freising begann am 28. September 1925. Lohhof wurde somit zum Bahnhof dritter Klasse mit unbeschränktem Güterverkehr.
Anfang des 20. Jahrhunderts war das Dorf noch ländlich-bäuerlich geprägt. 1929 entstand auf Grundstücken des „Lochmannhofes“ offiziell das Siedlungsgebiet Lohhof als neuer Ortsteil.

#### Nationalsozialismus
Von 1933 bis 1939 vermehrte sich die Bevölkerung sprunghaft von 753 auf 1737 Einwohner, vor allem durch den Zuzug nach Lohhof, bedingt durch die Förderung des Eigenheimbaus während der NS-Zeit.

##### Flachsröste Lohhof
1937 entstand in Lohhof nahe dem Bahnhof ein Zwangsarbeitslager zur Flachsgewinnung für die Textilindustrie, genannt „Flachsröste“, in der insgesamt etwa 300 deutsche, französische und polnische Frauen jüdischen Glaubens zur Zwangsarbeit eingesetzt wurden. Die Flachsröste gehörte damit zu den größten Münchner Arbeitgebern, die jüdische Zwangsarbeitskräfte beschäftigten. In der Lagerbaracke waren bis zu 90 der jüdischen Frauen interniert. Die übrigen Juden aus München mussten täglich den langen Weg nach Lohhof auf sich nehmen. Während des Zweiten Weltkrieges galt die Flachsröste Lohhof als kriegswichtiger Betrieb und wurde bei der Zuteilung von Arbeitskräften bevorzugt behandelt. Im Jahr 1942 mussten dort laut Vorgaben des Reichswirtschaftsamtes mindestens 800 Tonnen Fertigfaser hergestellt werden. Im November 1941 wurden 64 und Ende März 1942 weitere 43 jüdische Arbeitskräfte deportiert. Im Oktober 1942 wurde das „jüdische Arbeitskommando Lohhof“ aufgelöst. Bei Kriegsende wurde die Flachsröste durch amerikanische Truppen während der Befreiung Münchens zerstört, weil sich in den Gebäuden eine SS-Division verschanzt hatte und erbitterten Widerstand leistete. Dabei verbrannten sämtliche Firmenunterlagen sowie die Personalkartei. Durch aufwendige Recherchen konnten die Namen eines großen Teils der Zwangsarbeiter rekonstruiert werden.
Die Stadt Unterschleißheim hat am 21. September 2023 den Erinnerungsort NS-Zwangsarbeitslager Flachsröste Lohhof zum Gedenken an die internierten Zwangsarbeiterinnen eingeweiht.

#### Nachkriegszeit
Eine weitere starke Siedlungstätigkeit nach dem Zweiten Weltkrieg, vor allem im Ortsteil Lohhof, machte eine größere Kirche erforderlich, die an der Bezirksstraße gebaut wurde und das Patrozinium des Bistumspatrons St. Korbinian erhielt. Am 28. Oktober 1951 wurde sie durch Weihbischof Johannes Neuhäusler geweiht. Mit dem Bau des Pfarrhauses neben der Kirche konnte Unterschleißheim-Lohhof 1958 zur Pfarrei erhoben werden; erster Pfarrer wurde Hochw. H. Josef Sauer. Wegen der weiter anhaltenden Bautätigkeit wurde ein Teil des Pfarreigebietes 1975 als Kuratie abgetrennt und bildet seit 1986 mit der Weihe der neu gebauten Ulrichskirche die neue Pfarrei St. Ulrich. Da die Zahl der evangelischen Christen ebenfalls rapide zunahm, darunter auch viele Siebenbürger Sachsen, wurde mit dem Bau der Genezareth-Kirche begonnen. Sie wurde am 3. Dezember 1962 eingeweiht.
Im Zuge des Aufstiegs des Großraums München zur wirtschaftlichen Spitzenregion zu Beginn der zweiten Hälfte des 20. Jahrhunderts erlebte das ursprüngliche Dorf Unterschleißheim einen rasanten Anstieg der Einwohnerzahl. Infolgedessen stiegen die Grundstückspreise in dieser Zeit extrem, was einigen dort ansässigen Bauern und Feldbesitzern teilweise erheblichen Reichtum durch Besitzverkäufe einbrachte. Mit Zustimmung des Bayerischen Staatsministeriums des Innern erhielt Unterschleißheim am 10. August 1965 das heutige Ortswappen.
Ab dem Jahr 1969 wurde auf Betreiben des damaligen Bürgermeisters Hans Bayer (SPD) unter anderem der Bau einer weiteren, 14-klassigen Volksschule, der Ausbau der Straßen und Straßenbeleuchtung, aber vor allem der Bau des Sport- und Erholungsparks mit Stadion und Hallenbad mit einem Investitionsvolumen von 26,9 Millionen DM in Angriff genommen. In dem Stadion, das heute den Namen dieses Bürgermeisters führt, trägt der Fußballbezirksoberligist SV Lohhof seine Heimspiele aus.
Im Jahr 1973 wurde Le Crès (Département Hérault) die erste Partnergemeinde. Im Jahr zuvor wurde wegen des zu erwartenden stark zunehmenden Zug- und S-Bahnverkehrs eine Brücke fertiggestellt und am 25. Mai 1972 dem Verkehr übergeben. Sie verbindet seitdem die Ortsteile Lohhof und Unterschleißheim miteinander im Süden und erhielt den Namen der französischen Partnerstadt. Zu erwähnen sei noch der Beginn des Baus des Wasserwerks in 1974. Wegen dieser Projekte verschuldete sich die Gemeinde mit 13,2 Millionen DM hoch. Diese Summe konnte jedoch wegen stark gestiegener Steuereinnahmen, teils durch den rasanten Bevölkerungszuwachs, teils durch die vermehrte Ansiedlung von Unternehmen bedingt, zügig abgebaut werden. Mit Inbetriebnahme der S-Bahn-Station Unterschleißheim am 17. Dezember 1977 erhielt die Kommune einen zweiten Bahnhof.
In den Jahren 1979 bis 1983 entstand im Gemeindeteil Riedmoos der heute stark frequentierte „Unterschleißheimer See“ als Baggersee im Zuge des Kiesabbaus für den Autobahnbau von München nach Deggendorf.
Im Jahr 1990 wurde der Ort Hollern eingemeindet, der bis dahin zur Nachbargemeinde Eching gehörte; im selben Jahr wurde die Partnerschaftsbeziehung zur thüringischen Stadt Lucka aufgenommen. Die Stadterhebung erfolgte am 16. Dezember 2000. Unterschleißheim ist heute die größte Ortschaft im Landkreis München und eine von zwei Städten im Landkreis.
Am 22. Juli 1999 beschloss der damalige Gemeinderat unter Vorsitz des Bürgermeisters Rolf Zeitler basierend auf den Ergebnissen einer Machbarkeitsstudie die Realisierung eines Geothermieprojekts für den Ort. Es war das erste dieser Art im Landkreis und somit ein Pioniervorhaben.

### 21. Jahrhundert

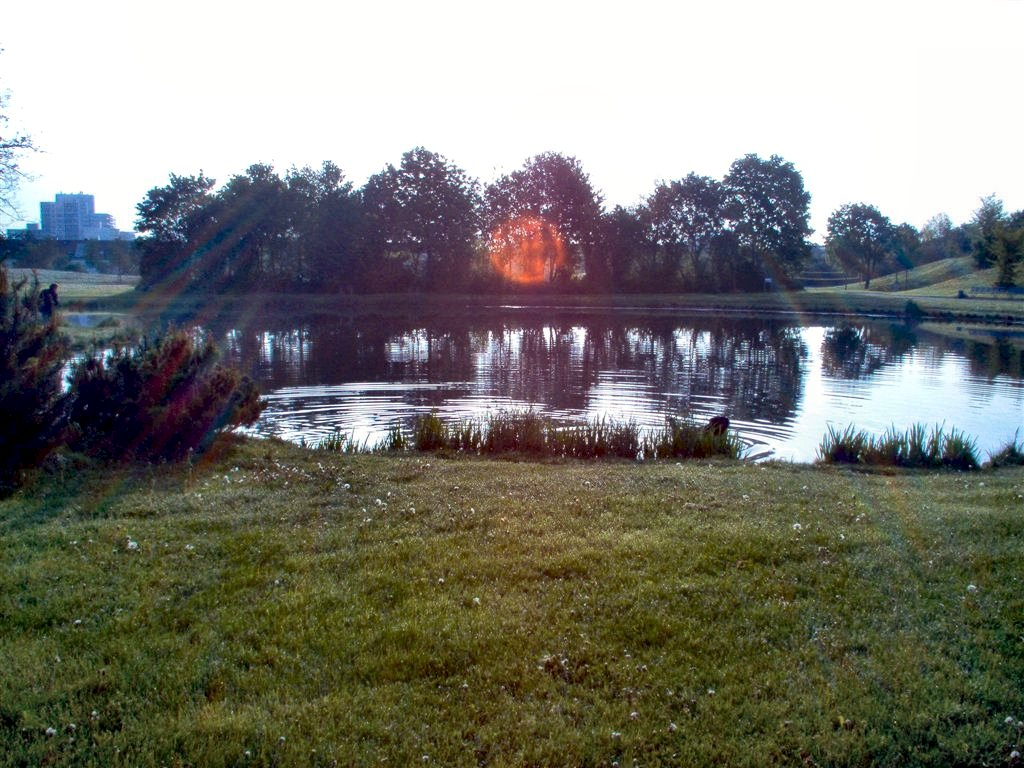
Unterschleißheim, Rolf-Zeitler-Park

Der „Valentinspark“ mit einer Fläche von rund 120 000 m2 wurde am 22. Juli 2000 eröffnet und am 12. Januar 2024 in „Rolf-Zeitler-Park“ umgewidmet, das zum Gedenken an den ehemaligen Bürgermeister, auf dessen Initiative der Park entstanden war.
Am 28. Juli 2003 wurde das erste Gebäude, das Hallenbad „Aquariush“, mit Erdwärme versorgt. Heute profitieren bereits alle öffentlichen Einrichtungen sowie zahlreiche private Häuser und Wohnungen von dieser umweltfreundlichen Technologie.
Am 16. September 2014 wurde mit der symbolischen Übergabe des Schlüssels durch Landrat Christoph Göbel an den Schulleiter Ulrich Troll die Berufliche Oberschule (Staatliche BOS und FOS) vor Ort feierlich eröffnet.
Nachdem sich der Plan einer Tieferlegung der Bahnstrecke München–Regensburg (Berlin, Prag) in einen Tunnel aus finanziellen Gründen zerschlagen hatte, wurde seit Februar 2014 eine Bahnunterführung für Auto-, Radfahrer und Fußgänger zur besseren Verbindung von Lohhof mit Altunterschleißheim und dem Gewerbegebiet gebaut. Am 13. Juni 2015 wurde das Projekt, das 11,6 Millionen Euro gekostet hatte, feierlich eröffnet. Bereits zuvor, am 1. Mai 2015, wurde der für 1,1 Millionen Euro neu gestaltete Rathausplatz den Bürgern zu Anlass der Maifeier übergeben.

### Einwohnerstatistik
Zwischen 1988 und 2018 wuchs die Stadt von 22.487 auf 30.184 um 6.432 Einwohner bzw. um über 30 %.
In der Regel stieg die Einwohnerzahl in Unterschleißheim kontinuierlich an. Die 25.000-Einwohner-Marke wurde erstmals im Jahr 1996 überschritten. Die folgende Tabelle zeigt alle Einwohnerzahlen (Hauptwohnsitz in Unterschleißheim) seit 1995 (jeweils am 31. Dezember). Die Entwicklung der Bewohnerzahl der Gemeinde bis 1983 ist der Unterschleißheim-Chronik entnommen.

Einwohnerentwicklung von Unterschleißheim von 1957 bis 2016

| Jahr | Einwohner |
| ---- | --------- |
| 1957 | 4.633     |
| 1960 | 5.346     |
| 1965 | 6.017     |
| 1970 | 7.553     |
| 1973 | 11.518    |
| 1978 | 14.871    |
| 1983 | 17.869    |
| 1991 | 24.816    |
| 1995 | 24.894    |
| 1996 | 25.265    |
| 1997 | 25.299    |
| 1998 | 25.278    |
| 1999 | 25.354    |
| 2000 | 25.633    |
| 2001 | 25.672    |
| 2002 | 25.915    |
| 2003 | 25.725    |
| 2004 | 25.777    |
| 2005 | 26.798    |

| Jahr | Einwohner |
| ---- | --------- |
| 2006 | 26.046    |
| 2007 | 26.366    |
| 2008 | 26.453    |
| 2009 | 26.542    |
| 2010 | 26.477    |
| 2011 | 25.937    |
| 2012 | 26.155    |
| 2013 | 26.363    |
| 2014 | 26.744    |
| 2015 | 28.051    |
| 2016 | 29.406    |
| 2017 | 30.113    |
| 2018 | 30.184    |
| 2019 | 30.286    |
| 2020 | 30.217    |
| 2021 | 30.268    |
| 2022 | 30.914    |
| 2023 | 31.009    |

### Konfessionsstatistik
Zum 31. Dezember 2010 waren 4.204 (15,4 %) evangelisch, 11.724 (43,0 %) römisch-katholisch und 11.332 (41,6 %) konfessionslos oder gehören einer anderen Religionsgemeinschaft an.
Zum 31. Dezember 2011 waren 4.135 (15,2 %) evangelisch, 11.560 (42,4 %) römisch-katholisch und 11.570 (42,5 %) waren konfessionslos oder gehören einer anderen Religionsgemeinschaft an.

## Politik

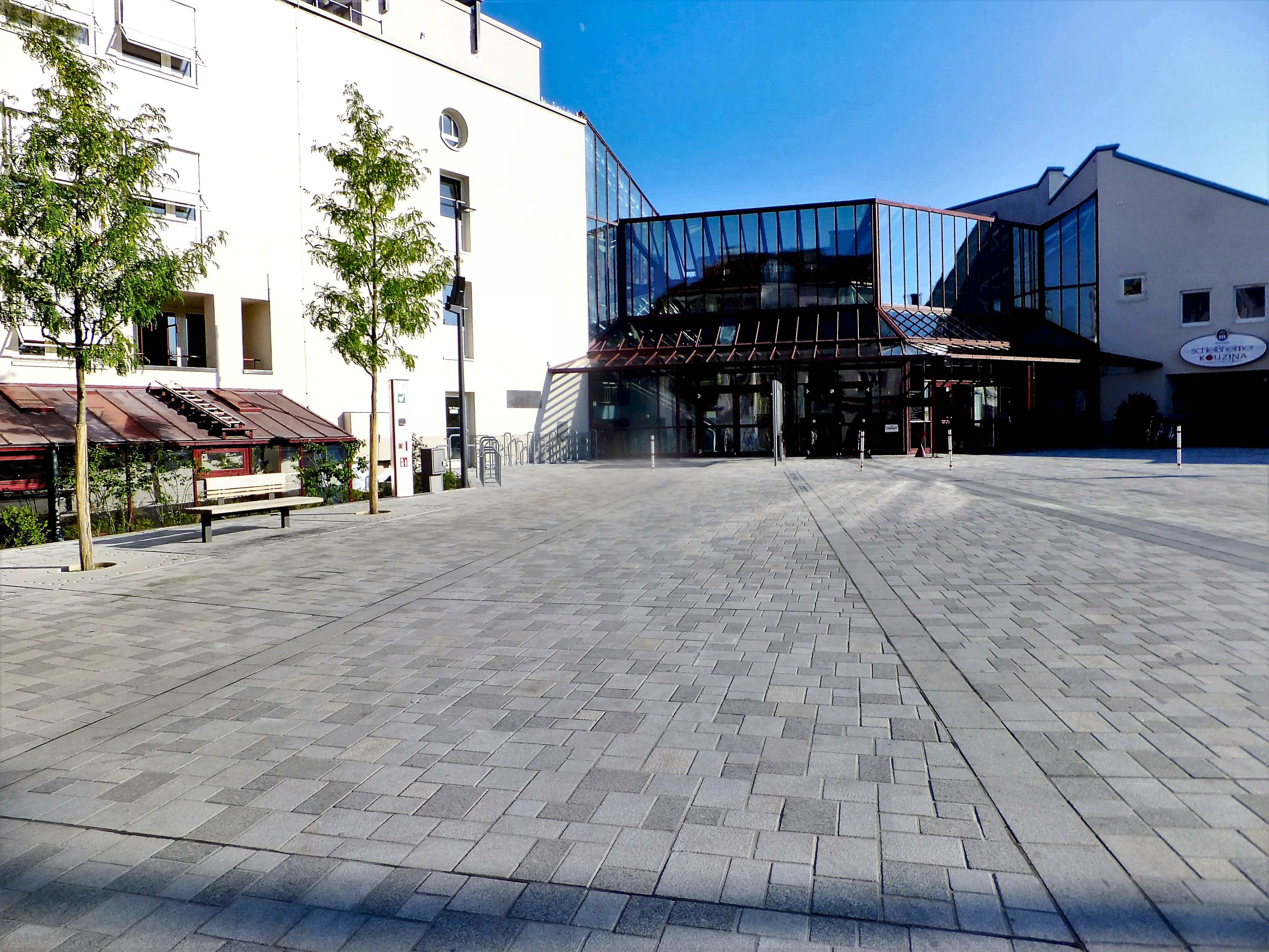
Rathaus Unterschleißheim 2015

### Stadtrat
Gemäß dem amtlichen Endergebnis besteht der Stadtrat nach der Kommunalwahl am 15. März 2020 aus 30 ehrenamtlichen Mitgliedern sowie dem Ersten Bürgermeister, der den Vorsitz führt. Die Wahl führte zu folgender Sitzverteilung:
| Partei/Liste | CSU | SPD | Grüne | Freie Bürgerschaft | AfD | ödp | FDP | Gesamt |
| Sitze        | 10  | 9   | 5     | 2                  | 2   | 1   | 1   | 30     |

### Erste Bürgermeister seit 1945
- 1945–1963 Johann Schmid (CSU)[30]
- 1963–1968 Johann Schmuck (CSU)[30]
- 1968–1989 Hans (Johann) Bayer (SPD)[30]
- 1989–2013 Rolf Zeitler (CSU)
- seit 2013 Christoph Böck (SPD)

### Städte- und Wirtschaftspartnerschaften
| Partnerstadt        | Staat               | seit |
| ------------------- | ------------------- | ---- |
| Le Crès             | Frankreich          | 1973 |
| Lucka               | Deutschland         | 1990 |
| Zengőalja Kistérség | Ungarn              | 2004 |
| Selenograd          | Russland            | 2004 |
| Hangzhou            | Volksrepublik China | 2006 |
| Long Island/NY      | Vereinigte Staaten  |      |

Die Beziehungen mit Selenograd, Hangzhou und Long Island sind Wirtschaftspartnerschaften.

### NordAllianz
Unterschleißheim ist Mitglied in der NordAllianz – Metropolregion München Nord.

## Wappen
| Wappen von Unterschleißheim | Blasonierung: „Geteilt von Blau und Gold; oben ein goldener Zickzackbalken, unten schräg gekreuzt ein grüner Fichtenzweig und ein grünes Eichenblatt.“ |
| Wappen von Unterschleißheim | Wappenbegründung: Das 1965 angenommene Wappen symbolisiert Vergangenheit und Gegenwart der Stadt Unterschleißheim. Das obere Feld bezieht sich auf das Kloster Scheyern, es hatte im 12. Jahrhundert hier bedeutenden Grundbesitz. Der Zickzackbalken ist das eigentliche Wappen der Scheyrer-Wittelsbacher. Damit führt das Stadtwappen noch weiter in die Anfänge des Gemeinwesens zurück, als um 1180 Graf Ekkehard von Scheyern dem Kloster Scheyern einen Hof und zwei Huben in Schleißheim übereignete. Das untere Feld symbolisiert den Namen des größten Stadtteils Lohhof; er bedeutet „Hof an der Lohe“, ein lichter Mischwald. |

## Kultur

### Bauwerke
- Die Alte Kirche St. Ulrich wurde 1518 erbaut und steht mit der sie umgebenden Friedhofsmauer unter Denkmalschutz.
- Auch der nördlich der Kirche liegende Gasthof Alter Wirt steht unter Denkmalschutz.
- Das Glockenspiel auf dem Rathausturm wurde zur Jahrtausendwende hergestellt.
- Das Hans-Bayer-Stadion befindet sich im Sport- und Erholungspark.

### Bildung
- Das Bürgerhaus Unterschleißheim steht für Kultur- und Vereinsveranstaltungen sowie kommunale Veranstaltungen zur Verfügung. FORUM Unterschleißheim, das Kulturamt der Stadt Unterschleißheim, bietet dort und an weiteren Veranstaltungsstätten, ein umfangreiches Veranstaltungsprogramm diverser Genres für jeden Geschmack – von Musiktheater, klassischen und modernen Konzerten über Sprechtheater, Kabarett und Kleinkunst bis hin zu Lesungen sowie Angeboten für Kinder und Jugendliche.

- Stadtbibliothek mit ca. 44.000 Buchexemplaren und über 9.000 audiovisuellen Medien sowie zahlreichen Zeitschriften und Zeitungen
- Volkshochschule im Norden des Landkreises München

#### Schulen
- Carl-Orff-Gymnasium (1978)
- Fachoberschule (FOS)/Berufsoberschule (BOS) (2014)[33]
- Therese-Giehse-Realschule (1976)
- Mittelschule an der Johann-Schmid-Straße
- Grundschule an der Johann-Schmid-Straße
- Grundschule an der Ganghoferstraße
- Grundschule Michael-Ende-Schule (früher Grundschule an der Raiffeisenstraße)
- Edith-Stein-Schule für Sehbehinderte und Blinde – Verein für Sehgeschädigtenerziehung e. V. (umfasst eine Grund-, Haupt- und Realschule) (1983)
- Rupert-Egenberger-Schule – sonderpädagogisches Förderzentrum (1971)
- Montessori-Schule Clara Grunwald

#### Museen
- Stadtmuseum Unterschleißheim – am Rathausplatz[34]

#### Kino
- Filmtheater Capitol mit städtischen Kinoprogramm[35]

#### Marionettentheater
- Marionettentheater Bille mit städtischem Marionettentheaterprogramm[36]

#### Vereine
Unterschleißheim hat rund 120 Vereine. Diese gliedern sich vor allem in die Bereiche Sport, Kultur und Soziales. Der größte Verein ist der Sportverein Lohhof e. V.

## Wirtschaft und Infrastruktur

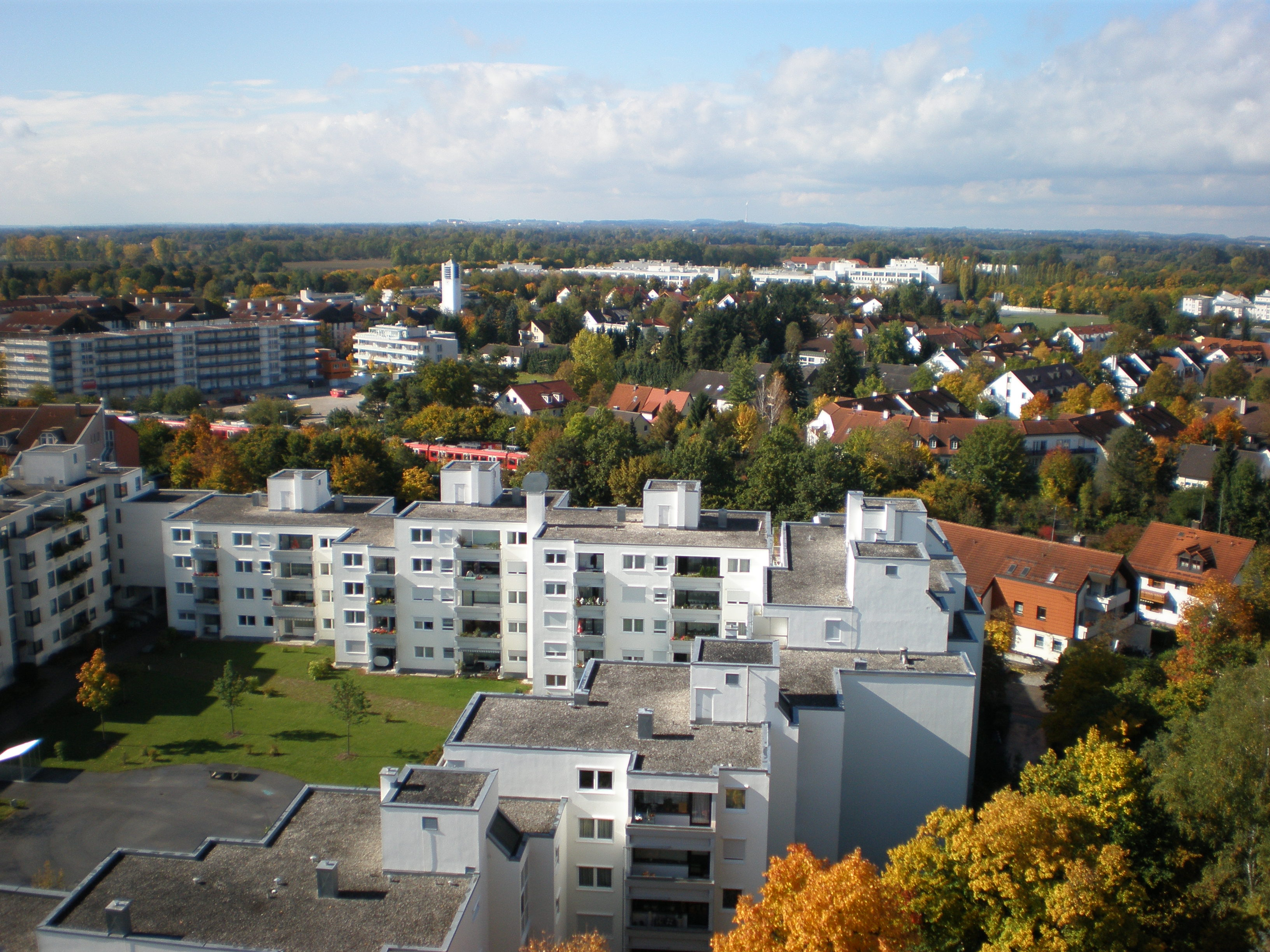
Unterschleißheim, Ansicht nach Westen

### ICU
Die Innovative Community Unterschleissheim (ICU) ist ein Netzwerk von innovativen, lokal ansässigen Unternehmen mit globalem Anspruch, das am 11. Mai 2000 vom damaligen Ersten Bürgermeister Rolf Zeitler und namhaften Unternehmen aus Unterschleißheim und Umgebung gegründet wurde. Der Verein bietet ein Netzwerk der Zukunft für die Unternehmer von morgen. Ziel ist es, den High-Tech-Standort Unterschleißheim und den Informationsaustausch unter den Unternehmen zu fördern. Der ICU e. V. ist eine aktive Plattform zur Förderung von Geschäftsaktivitäten durch Kooperationen am Standort, wie auch national und international. Die Leitmotive der ICU sind Innovation, Kooperation, Mehrwert.

### Wirtschaftsförderung
Die Förderung der örtlichen Wirtschaft zählt aus Sicht der Stadt Unterschleißheim mit zu den wichtigsten Aufgaben im Rathaus. Mit vielfältigen Aktivitäten, unter anderem durch die Bereitstellung von Gewerbeflächen, die Beratung der örtlichen bzw. standortsuchenden Unternehmen, die öffentliche Darstellung der gewerblichen Standortbedingungen sowie Werbung für den Standort (Bürger-Info, Gewerbebroschüre), die Zusammenarbeit mit der Industrie- und Handelskammer für München und Oberbayern und Verbänden der Wirtschaft, Veranstaltung von Wirtschaftsforen, Gewerbeschauen etc., Mitwirkung im Bereich der Geschäftsstelle des ICU e. V. sowie Umsetzung der dort gefassten Beschlüsse versucht die Verwaltung im Rahmen ihrer Möglichkeiten auf die Interessen der Unternehmen einzugehen.
Im Vordergrund dieser städtischen Wirtschaftsförderung stehen unter anderem die Schaffung und Sicherung von Arbeitsplätzen, Erweiterung sowie Neuansiedlung von Unternehmen, Intensivierung von innerörtlichen Verflechtungen, Förderung der bestehenden qualitativ hochwertigen Standortbedingungen und Erhaltung einer vielfältigen Branchen- und Betriebsgrößenstruktur bei einem Gewerbesteuerhebesatz von 330 v.H.

### Bedeutende ansässige Unternehmen (Auswahl)
- Alps Alpine Europe GmbH[41]
- Baader Bank AG[42]

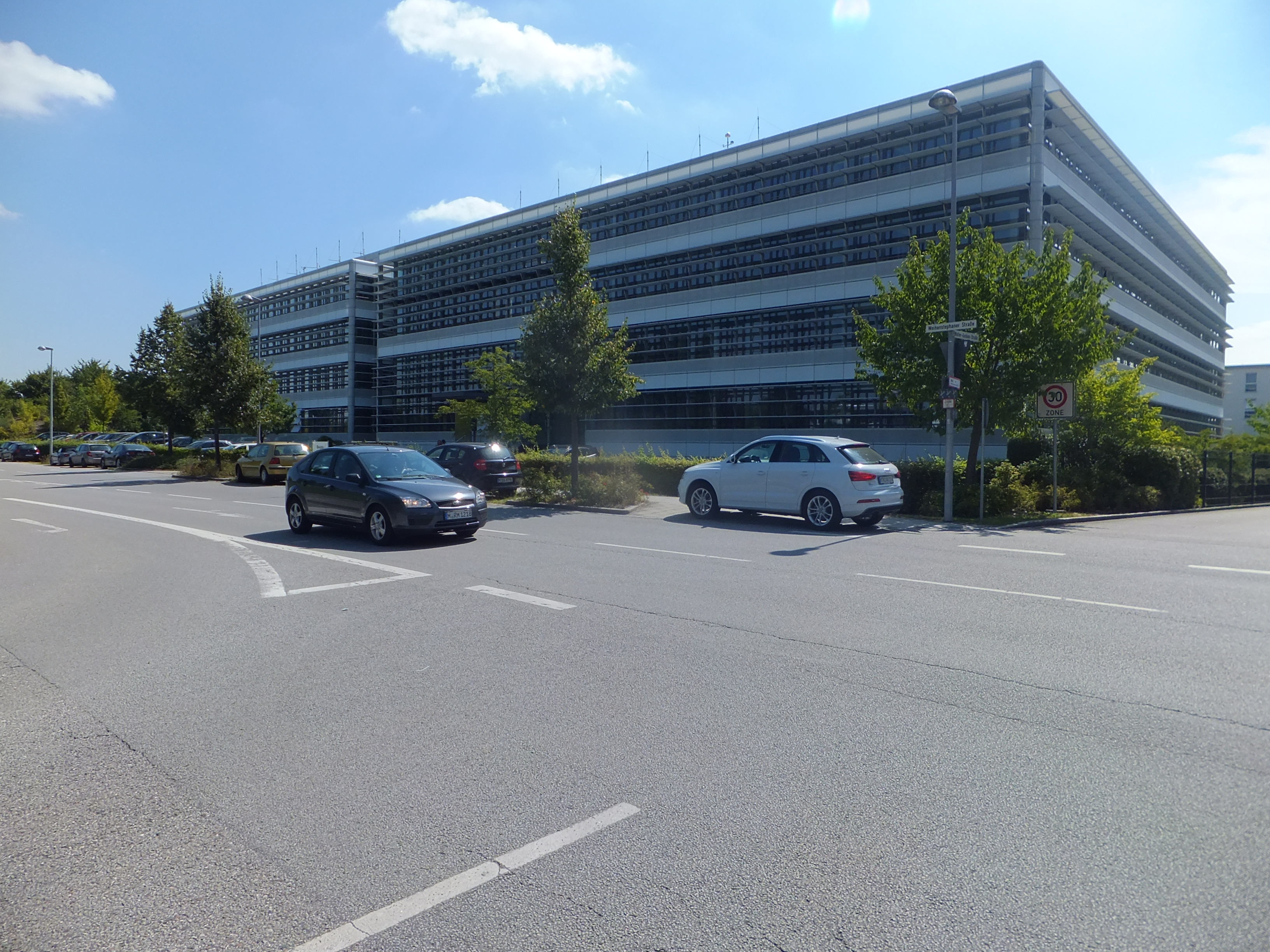
USH Nord – Baader Bank AG

- Baxter International – Sitz Deutschland
- Bayernwerk AG Netzcenter
- Bayernwerk Natur GmbH
- BMW Group – Trainingsakademie und RDZ (Recycling- und Demontagezentrum), Entwicklungszentrum für autonomes Fahren, Datenzentrum[43][44][45][46][47]
- E.ON Bayern AG – Kundencenter
- Exceet Card AG (bis 2013 Winter AG) – Chipkartenprodukte
- Iveco Magirus AG
- Keller & Kalmbach GmbH
- Linde AG, seit 1960
- Intervet Deutschland GmbH
- Orterer Gruppe
- Still GmbH – Niederlassung München

### Geothermie Unterschleißheim
Die Geothermie Unterschleißheim AG (GTU AG) wurde am 3. Juli 2000 gegründet. Sie ist eine Eigengesellschaft der Stadt Unterschleißheim. Aufsichtsratsvorsitzender ist der Erste Bürgermeister Christoph Böck. Der Vorstand der GTU AG ist Thomas Stockerl. Inzwischen sind 31 Prozent der Unterschleißheimer Haushalte an das Fernwärmenetz der GTU AG angeschossen. Hinzu kommen zahlreiche kommunale und öffentliche Liegenschaften sowie Gewerbeobjekte. Als Pioniervorhaben seiner Art startete im Valentinspark vor 20 Jahren das erste Geothermieprojekt im Landkreis München. Im Valentinspark wird das 79 Grad Celsius heiße Wasser mit der Förderbohrung aus rund 2.000 Metern Tiefe nach oben in die Energiezentrale neben dem Hallenbad gepumpt. Nach Abgabe der Wärme in das mittlerweile rund 21 Kilometer lange Fernwärmenetz – mit temporärer Zuheizung in den Wintermonaten – erfolgt über die Verpressbohrung die Rückführung des entwärmten Thermalwassers wieder in die gleiche wasserführende Schicht, aus der es stammt. Die Versorgungsleistung konnte bis heute auf rund 42 Megawatt gesteigert werden.

### Hotels und Pensionen
Vor Ort befinden sich fünf Hotels und zwei Pensionen in den verschiedensten Preiskategorien.

### Verkehrsanbindung

#### S-Bahn
Unterschleißheim ist durch zwei Stationen an das Netz der S-Bahn München angeschlossen: den Bahnhof (Bf) Lohhof und den Haltepunkt (Hp) Unterschleißheim. Bedient werden sie durch die Linie S1 nach Freising bzw. Flughafen München (Zugteilung bzw. -kopplung in Neufahrn bei Freising).
Seit dem Fahrplanwechsel vom 15. Dezember 2024 ist der Haltepunkt Unterschleißheim montags bis freitags zusätzlich sieben- bzw. achtmal täglich Halt von Regionalexpressen zwischen Landshut und München, wochenends einmal kurz nach Mitternacht.
| Linie | Linienverlauf | Taktfrequenz                                    |
| ----- | --- | ----------------------------------------------- |
| S1    | Freising – Pulling – Neufahrn / Flughafen München – Flughafen Besucherpark – Neufahrn – Eching – Lohhof – Unterschleißheim – Oberschleißheim – Feldmoching – Fasanerie – Moosach – Laim – Hirschgarten – Donnersbergerbrücke – Hackerbrücke – Hauptbahnhof – Karlsplatz (Stachus) – Marienplatz – Isartor – Rosenheimer Platz – Ostbahnhof – Leuchtenbergring | 20-Minuten-Takt                                 |
| RB33  | München – München-Moosach – München-Feldmoching – Unterschleißheim – Freising – Marzling – Langenbach – Moosburg – Bruckberg – Gündlkofen – Landshut | München–Freising etwa stündlich, nur in der HVZ |

#### Bus
Unterschleißheim wird durch acht Regionalbuslinien und ein Ruftaxi des MVV erschlossen.
Seit dem 12. Dezember 2021 ist Unterschleißheim auch mit der Linie  X202 an den ExpressBus-Ring des MVV angeschlossen. Der Schnellbus beginnt und endet alle 20 Minuten in Unterschleißheim und verbindet die Stadt in einem südöstlichen Bogen an München vorbei mit der U6 (Garching-Hochbrück), der S8 (Ismaning) und der S4 (Haar b München).
Seit dem 10. Dezember 2023 ist Unterschleißheim mit einer weiteren Expressbus-Linie von Lohhof Bahnhof aus parallel zur S-Bahn-Linie S1 mit München-Feldmoching verbunden.
| Linie | Linienverlauf                                                                                    | Verkehrsunternehmen          |
| ----- | ------------------------------------------------------------------------------------------------ | ---------------------------- |
| X202  | Haar (S) - Feldkirchen - Aschheim - Ismaning (S) - Garching-Hochbrück (U) - Unterschleißheim (S) | VBR                          |
| 215   | Lohhof (S) Süd - Sportpark - Unterschleißheim (S) Ost                                            | VBR und Busbetrieb Südbayern |
| 218   | Unterschleißheim (S) West - Gewerbegebiet - Lohhof (S) Süd                                       | VBR und Busbetrieb Südbayern |
| 219   | Garching-Hochbrück (U) - Unterschleißheim (S) Ost - Unterschleißheim, Business Campus Süd        | VBR und Busbetrieb Südbayern |
| 299   | (Lohhof, Schulzentrum -) Unterschleißheim (S) West - Riedmoos                                    | Stanglmeier                  |
| 693   | Hohenkammer - Kammerberg - Lohhof (S) / Schulzentrum                                             | RVO und Boos Bus             |
| 771   | Petershausen (S) - Kammerberg - Haimhausen - Lohhof (S)                                          | Busbetrieb Wiesheu           |
| 772   | Unterschleißheim (S) - Haimhausen - Röhrmoos - Markt Indersdorf (S)                              | Geldhauser                   |
| 7020  | Röhrmoos (S) - Haimhausen (S) - Lohhof (S)                                                       | Geldhauser                   |

#### Straßenverkehr
- A 92: München – Deggendorf, Anschlussstelle Unterschleißheim (ehemals Lohhof)
- A 99: Autobahnring München, Anschlussstelle München-Neuherberg
- B 13: München – Ingolstadt – Ansbach – Würzburg

#### Flugverkehr
Der Flughafen München ist über die A92 nach 19 km oder mit der S-Bahn S1 ab Unterschleißheim in 16, ab Lohhof in 14 Minuten erreichbar.

## Freizeit und Sport

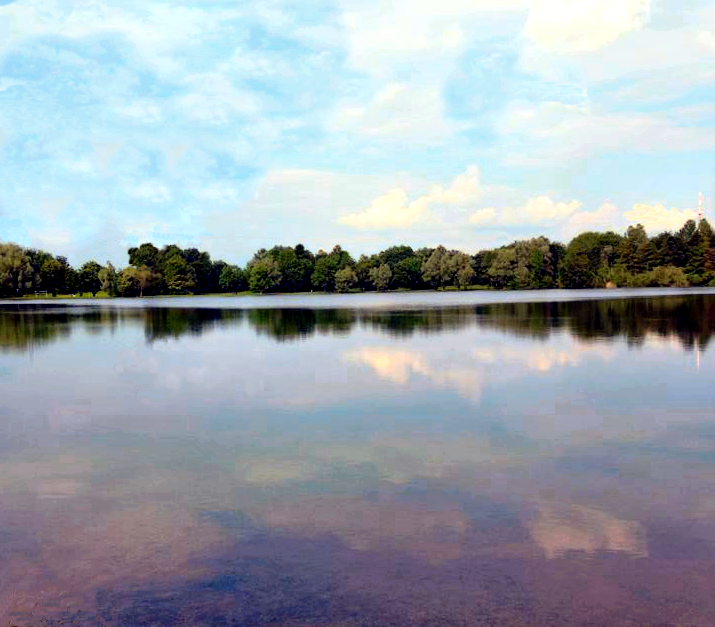
Unterschleißheimer See

- BallhausForum, Konferenzzentrum mit Halle für Großevents/Messen, Faschingsbälle, Sport u. m.
- Oberschleißheimer Berglwald mit Trimmpfad, Pilzreichtum und Einkehrmöglichkeit
- Fitnessstudios
- Freizeitbad mit Saunalandschaft aquariush
- Hans-Bayer-Stadion (Außenanlagen), im Sport- und Erholungspark, für u. a. Sommer/Winter-Eisstockschießen
- Jugendfreizeitstätte Gleis1, Treffpunkt für die Jugend Unterschleißheims, Musikdarbietungs- und Kabarettabende
- Mehrzweckhalle in der Birkenstraße für Breitensport, Schach, Theateraufführungen
- Sport- und Erholungspark
- Sport- und Turnhallen der Schulen, auch für Freizeitsport zugänglich
- Tennisanlagen im Sport- und Erholungspark
- Unterschleißheimer See

## Parks und Grünanlagen

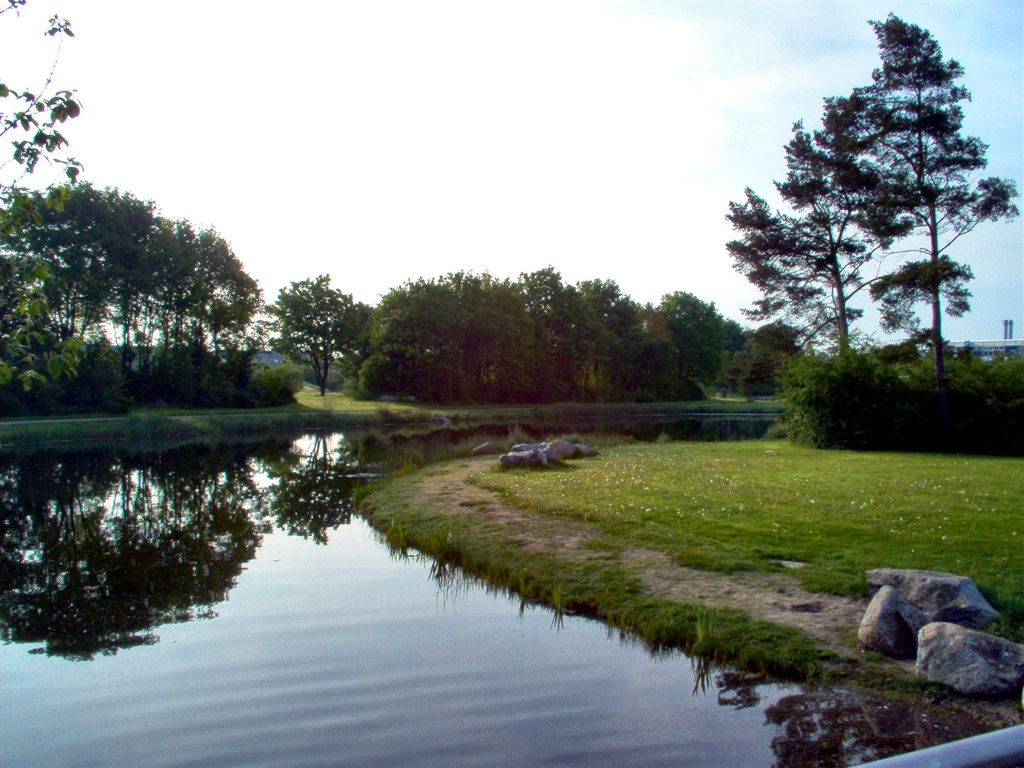
Rolf-Zeitler-Park

- Grünzug im Gewerbegebiet – eine ca. 1,7 km lange Parkanlage im Gewerbegebiet
- Landschafts- und Naturschutzgebiet[51]
- Lohwald – der älteste Park der Stadt
- Sport- und Erholungspark
- Rolf-Zeitler-Park